# Amathinidae
Die Amathinidae sind eine Familie meist sehr kleiner bis kleiner, ausschließlich mariner Schnecken innerhalb der Heterobranchia. Sie leben als Ektoparasiten an Muscheln.

## Merkmale
Die Gehäuse der Amathinidae ähneln äußerlich denjenigen von Napfschnecken oder von Strandschnecken und haben meist ein gut ausgebildetes Periostracum. Es gibt eine deutliche spiralig verlaufende Skulpturierung, während axial bestenfalls schwache Lamellen ausgebildet sind. Der Protoconch ist bei manchen Arten linksgewunden, während der Rest des Gehäuses rechtsgewunden ist. Ein Operculum ist nur bei manchen Arten vorhanden.
Der Fuß der Amathinidae ist in ein dünnes, bewegliches Mesopodium und ein scheibenförmiges, an der Mittellinie leicht eingekerbtes Metapodium unterteilt. Zwischen den beiden hasenohrförmigen Fühlern sitzen die Augen. Im Gegensatz zu den verwandten Pyramidellidae besitzen die Amathinidae keine Hypobranchialdrüse, jedoch befindet sich in der Mantelhöhle rechts von der gefalteten Kieme eine große Manteldrüse.
Die Schnecken besitzen einen sehr langen und dünnen Rüssel, mittels dessen Wirtstiere angebohrt werden. Kiefer und Radula fehlen ebenso wie Stilette am Rüssel. An Stelle von Kiefern ist eine chitinöse klappenartige Struktur vorhanden.
Die Tiere sind Zwitter, die gleichzeitig Spermien und Eizellen produzieren. Der spitz zulaufende Penis ist in eine Röhre unter dem Nervenring rückziehbar.
Die Tiere leben, soweit bekannt, als Ektoparasiten an Muscheln.

## Systematik
Nach Bouchet und Rocroi (2005) bildet die Familie Amathinidae mit der Familie Pyramidellidae J. E. Gray, 1840 die Überfamilie Pyramidelloidea. Die Familie Amathinidae hat etwa 30 Arten in 6 Gattungen.
Die Gattungen in der Familie Amathinidae sind:
- Amathina Gray, 1842[2]
- Clathrella Recluz, 1864[3]
- Cyclothyca Stearns, 1891[4]
- Iselica Dall, 1918[5]
- Leucotina A. Adams, 1860[6]
- Plicifer H. Adams, 1868[7]

Die beiden Gattungen Adelactaeon Cossmann, 1895 und Myonia A. Adams, 1860 sind Synonyme von Leucotina A. Adams, 1860.